# Samtgemeinde Hambergen
La comunità amministrativa di Hambergen (Samtgemeinde Hambergen) si trova nel circondario di Osnabrück nella Bassa Sassonia, in Germania.

## Suddivisione
Comprende 5 comuni:
1. Axstedt
2. Hambergen
3. Holste
4. Lübberstedt
5. Vollersode

Il capoluogo è Hambergen.